# Леушино (Калининский район)
Леу́шино — деревня в Калининском районе Тверской области. Относится к Верхневолжскому сельскому поселению.
Расположена в 45 км (по прямой) юго-западнее Твери. В деревне 27 почтовых адресов, из них реальных 22, жилых 7.

## Население
| 2010 |
| ---- |
| 19   |

## История
Во второй половине XIX — начале XX века деревня Леушино относилась к Холмецкому приходу Гнездовской волости Старицкого уезда. В 1886 году — 24 двора, 145 жителей.
В 1940 году деревня была центром сельсовета в составе Емельяновского района Калининской области.
Во времена СССР, когда ещё существовал совхоз «Искра», была ферма на 40 голов, клуб с кинотеатром и библиотекой, начальная школа, медпункт, контора, собственное почтовое отделение и даже общественная баня. В середине 1980-х был проведён телефон и водопровод на основе водонапорной башни.
До 2006 года деревня входила в состав Нестеровского сельского округа.